# Europees kampioenschap voetbal 2008/Groep A
Groep A van het Europees kampioenschap voetbal 2008 begon op 7 juni 2008 en eindigde op 15 juni 2008. De groep bestaat uit een gastland van het EK 2004 (Zwitserland) en Portugal, Tsjechië en Turkije. Zwitserland en Tsjechië werden in de groepsfase uitgeschakeld. Portugal in de kwartfinale en Turkije in de halve finale.

## Details
| Land        | Wed | Win | Gel | Ver | DV | DT | +/− | Pnt |
| ----------- | --- | --- | --- | --- | -- | -- | --- | --- |
| Portugal    | 3   | 2   | 0   | 1   | 5  | 3  | +2  | 6   |
| Turkije     | 3   | 2   | 0   | 1   | 5  | 5  | 0   | 6   |
| Tsjechië    | 3   | 1   | 0   | 2   | 4  | 6  | –2  | 3   |
| Zwitserland | 3   | 1   | 0   | 2   | 3  | 3  | 0   | 3   |

|                                                  |             |                  |             |                                                                                      |
| 7 juni 2008 «onderlinge duels» 18:00 uur (UTC+2) | Zwitserland | 0 – 1            | Tsjechië    | St. Jakob-Park, Bazel Toeschouwers: 39.730 Scheidsrechter: Roberto Rosetti ( Italië) |
| 7 juni 2008 «onderlinge duels» 18:00 uur (UTC+2) |             | Wedstrijdverslag | 71' Svěrkoš | St. Jakob-Park, Bazel Toeschouwers: 39.730 Scheidsrechter: Roberto Rosetti ( Italië) |

|                                                  |                         |                  |         |                                                                                          |
| 7 juni 2008 «onderlinge duels» 20:45 uur (UTC+2) | Portugal                | 2 – 0            | Turkije | Stade de Genève, Genève Toeschouwers: 29.106 Scheidsrechter: Herbert Fandel ( Duitsland) |
| 7 juni 2008 «onderlinge duels» 20:45 uur (UTC+2) | Pepe 61' Meireles 90+3' | Wedstrijdverslag |         | Stade de Genève, Genève Toeschouwers: 29.106 Scheidsrechter: Herbert Fandel ( Duitsland) |

|                                                   |            |                  |                                    |                                                                                            |
| 11 juni 2008 «onderlinge duels» 18:00 uur (UTC+2) | Tsjechië   | 1 – 3            | Portugal                           | Stade de Genève, Genève Toeschouwers: 29.016 Scheidsrechter: Kyros Vassaras ( Griekenland) |
| 11 juni 2008 «onderlinge duels» 18:00 uur (UTC+2) | Sionko 17' | Wedstrijdverslag | 8' Deco 63' Ronaldo 90+1' Quaresma | Stade de Genève, Genève Toeschouwers: 29.016 Scheidsrechter: Kyros Vassaras ( Griekenland) |

|                                                   |             |                  |                         |                                                                                      |
| 11 juni 2008 «onderlinge duels» 20:45 uur (UTC+2) | Zwitserland | 1 – 2            | Turkije                 | St. Jakob-Park, Bazel Toeschouwers: 39.730 Scheidsrechter: Ľuboš Micheľ ( Slowakije) |
| 11 juni 2008 «onderlinge duels» 20:45 uur (UTC+2) | Yakin 32'   | Wedstrijdverslag | 57' Şentürk 90+3' Turan | St. Jakob-Park, Bazel Toeschouwers: 39.730 Scheidsrechter: Ľuboš Micheľ ( Slowakije) |

|                                                   |                |                  |          |                                                                                        |
| 15 juni 2008 «onderlinge duels» 20:45 uur (UTC+2) | Zwitserland    | 2 – 0            | Portugal | St. Jakob-Park, Bazel Toeschouwers: 39.730 Scheidsrechter: Konrad Plautz ( Oostenrijk) |
| 15 juni 2008 «onderlinge duels» 20:45 uur (UTC+2) | Yakin 71', 83' | Wedstrijdverslag |          | St. Jakob-Park, Bazel Toeschouwers: 39.730 Scheidsrechter: Konrad Plautz ( Oostenrijk) |

|                                                   |                            |                  |                       |                                                                                         |
| 15 juni 2008 «onderlinge duels» 20:45 uur (UTC+2) | Turkije                    | 3 – 2            | Tsjechië              | Stade de Genève, Genève Toeschouwers: 29.016 Scheidsrechter: Peter Fröjdfeldt ( Zweden) |
| 15 juni 2008 «onderlinge duels» 20:45 uur (UTC+2) | Turan 75' Kahveci 87', 89' | Wedstrijdverslag | 34' Koller 62' Plašil | Stade de Genève, Genève Toeschouwers: 29.016 Scheidsrechter: Peter Fröjdfeldt ( Zweden) |

## Overzicht van wedstrijden
| Groepswedstrijden | | | |
| Groep A | Groep B | Groep C | Groep D |
| Zwitserland - Tsjechië Portugal - Turkije Tsjechië - Portugal Zwitserland - Turkije Zwitserland - Portugal Turkije - Tsjechië | Oostenrijk - Kroatië Duitsland - Polen Kroatië - Duitsland Oostenrijk - Polen Oostenrijk - Duitsland Polen - Kroatië | Roemenië - Frankrijk Nederland - Italië Italië - Roemenië Nederland - Frankrijk Nederland - Roemenië Frankrijk - Italië | Spanje - Rusland Griekenland - Zweden Zweden - Spanje Griekenland - Rusland Griekenland - Spanje Rusland - Zweden |
| Kwartfinales | | | |
| Portugal - Duitsland | Kroatië - Turkije | Nederland - Rusland | Spanje - Italië                                                                                                   |
| Halve finales | | | |
| Duitsland - Turkije | Duitsland - Turkije                                                                                                  | Rusland - Spanje | Rusland - Spanje                                                                                                  |
| Finale | | | |
| Duitsland - Spanje | | | |